# Куп Југославије у фудбалу 1958/59.
Куп Југославије у фудбалу 1958/59. је такмичење у је учествовало укупно 1677 екипа. У завршницу се пласирало 31 клуб (и то 10 из НР Србије, 10 из НР Хрватске, 4 из НР Босне и Херцеговине, по три из НР Црне Горе и НР Македоније и само један клуб из НР Словеније).
Завршно такмичење је почело 7. децембра 1958. и трајало је до 23. маја 1959. када је одиграно финале.

## Шеснаестина финала
| Утак. | Клуб, Место                 | Резултат               | Клуб, Место         |
| ----- | --------------------------- | ---------------------- | ------------------- |
| 1.    | Одред Љубљана               | 1:3                    | Ријека              |
| 2.    | Борац Чачак                 | 0:3                    | Раднички Београд    |
| 3.    | Вартекс Вараждин            | 5:0                    | Работнички Скопље   |
| 4.    | Вележ Мостар                | 5:0                    | Раднички Ниш        |
| 5.    | Раднички Сомбор             | 3:1                    | Вардар Скопље       |
| 6.    | Трешњевка Загреб            | 2:3                    | Војводина Нови Сад  |
| 7.    | Динамо Загреб               | 3:2                    | Пролетер Осијек     |
| 8.    | Црвена звезда Београд       | 4:1                    | Електрострој Загреб |
| 9.    | Нови Сад                    | 2:2 (1:1, 1:0) пен 7:8 | Партизан Београд    |
| 10.   | Борово                      | 1:0                    | Сарајево            |
| 11.   | Борац-гарнизон ЈНА Титоград | 6:1                    | Шибеник             |
| 12.   | Пелистер Битољ              | 2:3                    | Раднички Крагујевац |
| 13.   | Борац Бања Лука             | 2:3 (2:2, 0:2)         | Локомотива Загреб   |
| 14.   | Будућност Титоград          | 3:2                    | Сутјеска Никшић     |
| 15.   | ОФК Београд                 | 1:2                    | Жељезничар Сарајево |

Хајдук Сплит је жребом изборио пласман у наредно коло.

## Осмина финала
| Утак. | Клуб, Место         | Резултат       | Клуб, Место                 |
| ----- | ------------------- | -------------- | --------------------------- |
| 1.    | Ријека              | 2:1            | Раднички Београд            |
| 2.    | Вартекс Вараждин    | 2:1 (1:1, 1:0) | Вележ Мостар                |
| 3.    | Раднички Сомбор     | 2:5            | Црвена звезда Београд       |
| 4.    | Локомотива Загреб   | 4:2            | Хајдук Сплит                |
| 5.    | Раднички Крагујевац | 1:3            | Партизан Београд            |
| 6.    | Будућност Титоград  | 1:2            | Борац-гарнизон ЈНА Титоград |
| 7.    | Војводина Нови Сад  | 2:0            | Борово                      |
| 8.    | Жељезничар Сарајево | 2:3            | Динамо Загреб               |

## Четрвртфинале
| Утак. | Клуб, Место           | Резултат | Клуб, Место                 |
| ----- | --------------------- | -------- | --------------------------- |
| 1.    | Ријека                | 4:2      | Вартекс Вараждин            |
| 2.    | Црвена звезда Београд | 2:1      | Локомотива Загреб           |
| 3.    | Партизан Београд      | 1:0      | Борац-гарнизон ЈНА Титоград |
| 4.    | Војводина Нови Сад    | 5:1      | Динамо Загреб               |

## Полуфинале
| Утак. | Клуб, Место      | Резултат | Клуб, Место           |
| ----- | ---------------- | -------- | --------------------- |
| 1.    | Ријека           | 0:2      | Црвена звезда Београд |
| 2.    | Партизан Београд | 2:1      | Војводина Нови Сад    |

## Финале
| Утак. | Клуб, Место           | Резултат | Клуб, Место      |
| ----- | --------------------- | -------- | ---------------- |
| 1.    | Црвена звезда Београд | 3:1      | Партизан Београд |

| Победник Купа Југославије у фудбалу 1958/59. |
| -------------------------------------------- |
| ФК Црвена звезда 5. титула.                  |

| Домаћи клуб                           | Резултат | Гостујући клуб |
| ------------------------------------- | --- | --- |
| Црвена звезда Београд                 | 3 - 1 | Партизан Београд |
| Датум                                 | 23. мај, 1959. | 23. мај, 1959. |
| Стадион                               | Стадион ЈНА, Београд | Стадион ЈНА, Београд |
| Гледалаца                             | 50.000 | 50.000 |
| Судија                                | Лео Лемешић (Сплит) | Лео Лемешић (Сплит) |
| ФК Црвена звезда (тренер: Миша Павић) | Владимир Беара, Владимир Дурковић, Миљан Зековић, Лазар Тасић, Љубиша Спајић, Владица Поповић, Драгослав Шекуларац, Душан Маравић, Иван Поповић, Бора Костић, Антун Рудински                                   | Владимир Беара, Владимир Дурковић, Миљан Зековић, Лазар Тасић, Љубиша Спајић, Владица Поповић, Драгослав Шекуларац, Душан Маравић, Иван Поповић, Бора Костић, Антун Рудински                                   |
| ФК Партизан (тренер: Илијеш Шпиц)     | Милутин Шошкић, Бруно Белин, Фахрудин Јусуфи, Александар Јончић, Божидар Пајевић, Јован Миладиновић, Звездан Чебинац (Драгољуб Блажић), Милан Вукелић, Томислав Калоперовић, Милан Галић, Бранислав Михајловић | Милутин Шошкић, Бруно Белин, Фахрудин Јусуфи, Александар Јончић, Божидар Пајевић, Јован Миладиновић, Звездан Чебинац (Драгољуб Блажић), Милан Вукелић, Томислав Калоперовић, Милан Галић, Бранислав Михајловић |
| Стрелци                               | 1-0 Маравић, 11', 2:0 Костић 58', 2:1 Галић 62', 3:1 Костић 71' (пен) | 1-0 Маравић, 11', 2:0 Костић 58', 2:1 Галић 62', 3:1 Костић 71' (пен) |